# Рубежанский, Пётр Николаевич
Пётр Николаевич Рубежа́нский  (р. 1959) — российский государственный деятель и железнодорожный управленец. В прошлом — депутат Государственной Думы России III созыва и IV созыва (1999—2007). Член партии «Единая Россия».
Кандидат экономических наук, специальность 08.00.05 — Экономика и управление народным хозяйством.

## Биография
Родился 2 апреля 1959 в селе Большие Луки, Новосибирская область, в многодетной семье (шестеро детей). Отец — ветеран Великой Отечественной войны.
Начав карьеру с должности бригадира локомотивного депо.
В 1981 году окончил Омский институт инженеров железнодорожного транспорта по специальности «инженер путей сообщения — электромеханик».
В 2003 году окончил Российскую академию государственной службы при Президенте РФ.
В 2005 году защитил диссертацию на соискание ученой степени кандидата экономических наук. Тема диссертации: Совершенствование системы управления работой локомотивных бригад на удлиненных плечах обслуживания.
После окончания Омского института инженеров железнодорожного транспорта был по распределению направлен работать в локомотивное депо Карасук Новосибирской области.
С 1981 по 1984 — бригадир, мастер, старший мастер локомотивного депо Карасук, 1984 — 86 — главный механик, 1986 — 89 — главный инженер, 1989 — 96 — начальник локомотивного депо.
С июля 1996 по ноябрь 1997 — заместитель начальника Кемеровской железной дороги — главный ревизор по безопасности движения поездов.
С ноября 1997 по февраль 1998 — первый заместитель главного ревизора по безопасности движения поездов Западно-Сибирской железной дороги.
С февраля 1998 по декабрь 1999 — главный инженер Кузбасского отделения, заместитель начальника Западно-Сибирской железной дороги.
С декабрь 1999 по декабрь 2007 — депутат Государственной Думы РФ третьего и четвертого созыва.
С марта 2008 по август 2015 — советник президента ОАО «РЖД» В. Якунина.
С июля 2009 года был также советником председателя совета директоров ОАО «НИИТКД»

## Деятельность в Государственной Думе РФ
Рубежанский был избран депутатом Государственной Думы РФ третьего и четвертого созыва. В Государственной Думе заминался вопросами реформирования железных дорог (МПС) и входил в профильный комитет.
19 декабря 1999 года был избран депутатом по Кемеровскому одномандатному избирательному округу #88, выдвигался избирательным блоком «Межрегиональное движение „Единство“ („МЕДВЕДЬ“)», был членом фракции «Единство», членом Комитета по энергетике, транспорту и связи.
7 декабря 2003 года был избран в Государственную Думу РФ четвертого созыва по федеральному списку избирательного объединения Партия «ЕДИНСТВО» и «ОТЕЧЕСТВО» — Единая Россия, был членом фракции «Единая Россия», членом Счетной комиссии Государственной Думы, членом Комитета по энергетике, транспорту и связи.

## Награды
- Медаль ордена «За заслуги перед Отечеством» II степени (8 ноября 2007 года) — за заслуги в законотворческой деятельности, укреплении и развитии российской государственности[5]